# Argopecten nucleus
Argopecten nucleus är en musselart som först beskrevs av Born 1778.  Argopecten nucleus ingår i släktet Argopecten och familjen kammusslor. Inga underarter finns listade i Catalogue of Life.